# Bleptina acastusalis
Bleptina acastusalis är en fjärilsart som beskrevs av Walker 1858. Bleptina acastusalis ingår i släktet Bleptina och familjen nattflyn. Inga underarter finns listade i Catalogue of Life.